# 11998 Fermilab
11998 Fermilab (1996 AG7) là một tiểu hành tinh vành đai chính được phát hiện ngày 12 tháng 1 năm 1996 bởi Spacewatch ở Kitt Peak. The asteroid is đặt tên theo Fermilab particle accelerator in Batavia, IL.